# Flabellimycena
Flabellimycena es un género de fungi (hongo) de la familia Mycenaceae. El género es monotípico, su única especie Flabellimycena flava se encuentra solamente en América del Sur.